# Porotrichum liliputanum
Porotrichum liliputanum är en bladmossart som beskrevs av Brotherus 1906. Porotrichum liliputanum ingår i släktet Porotrichum och familjen Neckeraceae. Inga underarter finns listade i Catalogue of Life.